# Themengastronomie
Unter Themengastronomie versteht man eine Sonderform der gastronomische Einrichtungen, speziell der Erlebnisgastronomie, meist Restaurants, mit einem Speisenangebot, welches unter einem bestimmten Thema präsentiert wird. Themenrestaurants werden der Systemgastronomie zugeordnet. Obwohl das Konzept, Architektur, Musik, Ambiente und Speisenangebot beeinflusst, nimmt Letzteres die primäre Stellung ein, da ein Themenrestaurant nicht zur Anschauung der Requisiten, sondern zum Verzehr von angebotenen Speisen und Getränken aufgesucht wird.

## Abgrenzung
Als Themenrestaurants werden nur Gaststätten bezeichnet, deren Thema sich nicht auf die Nationalküche eines Landes, eine bestimmte Persönlichkeit oder ein verkauftes Produkt bezieht. Die Atmosphäre des Themas wird in einem Maß eingefangen, das über bloße Dekoration hinausgeht. Die Themengastronomie bietet weniger Show und Animation als die Erlebnisgastronomie.

## Geschichte
Bereits seit den 1970er Jahren existiert die erste Kette der Themenrestaurants, das Hard Rock Cafe und gilt als Vorreiter in der Themengastronomie. In den 1980er Jahren breitete sich die Idee aus. Es entstand die Mittelalter-Lokalkette Medieval Times. Der Hype der Themenorientierung kam Mitte der 1990er Jahre mit Planet Hollywood.